# Aleksandra Gripenberg
Aleksandra Gripenberg ou Alexandra van Grippenberg (née le 30 août 1857 à Kurkijoki en Finlande - morte le 24 décembre 1913) est une militante féministe, journaliste et femme politique finlandaise. Elle devient présidente de l'Association des femmes finlandaises en 1889.
Elle est considérée comme une pionnière des mouvements de défense des droits des femmes en Finlande au tournant du XXe siècle. Elle est aussi connue en tant que membre du mouvement fennomane.

## Biographie
Aleksandra Gripenberg rejoint l'Association des femmes finlandaises, peu après sa création. En 1887, elle représente l'association avec  Alli Trygg (en) à un congrès international de femmes aux États-Unis. Elles y rencontrent des militantes américaines du suffrage féminin comme Susan B. Anthony, Elizabeth Cady Stanton, May Wright Sewall et Frances Willard et noue des liens avec des représentantes d'autres pays. Alexandra Gripenberg séjourne encore six mois aux États-Unis après le congrès. À son retour, elle devient active au sein du Conseil international des femmes, dont elle est trésorière de 1893 à 1899 et vice-présidente honoraire de 1893 à 1913. Elle devient présidente de l'Association des femmes finlandaises en 1889.
En 1907, elle devient l'une des premières femmes parlementaires de l'histoire du pays.

## Ses écrits
- Berättelser, 1878 (sous le pseudo Ringa)
- Strån, 1884 (sous le pseudo Aarne)
- I tätnande led, 1886 (sous le pseudo Aarne)
- Till Aavasaksa, 1886 (sous le pseudo -io)
- Från läktaren. Profiler från lantdagen 1885, 1887 (sous le pseudo X.G.)
- Kahdeksan tunnin kokemukset (sous le pseudo Aarne)
- Sokea (sous le pseudo Aarne)
- Halfår i Nya verlden strödda resebilder från Förenta staterna, 1889
- Qvinnofrågan: I, 1890
- Orjien vapauttaminen Pohjois-Amerikassa, 1892
- Reformarbetet till förbättrande af kvinnans ställning: 1–3, 1893–1898
- Geografiska Bilder: XVIII: Det röda folket, 1894
- Elizabeth Cady Stanton och kvinnosaksarbetet föredrag hållet i Stockholm, hotel Continentals sal, d. 30 maj 1896, 1896
- Vän eller – fiende?, 1898
- England I -II, ark 5–7, 1900
- Hvarför böra vi bilda kvinnoföreningar?, 1901
- Skottland, 1902
- Irlanti, 1903
- Fredrika Runeberg, 1904
- Vaaliaikana: yksinäytöksinen ilveily, 1906
- Kotiteollisuuskomitean mietintö, Liite 1: Gripenberg Aleksandra / Kotiteollisuus-oloja ulkomailla', 1907–1908
- Slöjdkommitténs betänkande betänkande afgifvet af statens slöjdkommitté: Bilaga 1: Slöjdförhållanden i utlandet, 1908
- Makars äganderättsliga förhållanden i olika länder kort öfversikt, 1909
- Finsk Kvinnoförening 1884–1909, 1909
- Legal Position of the Finnish Women, 1913

## Honneurs
C'est l'une des 999 femmes nommées sur le Heritage Floor de l'installation d'art The Dinner Party.